# Tilmann Habermas
Tilmann Habermas (* 17. Mai 1956 in Düsseldorf) ist ein deutscher Psychologe, Psychoanalytiker, Hochschullehrer und Autor.

## Leben
Der Sohn des Philosophen und Soziologen Jürgen Habermas studierte Psychologie in Hamburg und Heidelberg und Erziehungswissenschaften in Harvard (1981: MA. Ed., Harvard; 1984: Diplom der Psychologie, Heidelberg; 1988: Promotion, Heidelberg; 1995: Habilitation, Heidelberg).
Von 1984 bis 1986 war er Assistent an der Psychosomatischen Klinik des Universitätsklinikums Heidelberg. Von 1987 bis 1999 war er wissenschaftlicher Mitarbeiter und Hochschulassistent an der FU Berlin, Medizinische Psychologie, ab 2000 Charité Berlin. Von 1995 bis 2001 lehrte er als Privatdozent am Psychologischen Institut Heidelberg. Von 1995 bis 1996 vertrat er den Lehrstuhl Klinische Psychologie an der Universität Potsdam. Von 1998 bis 1999 war er wissenschaftlicher Mitarbeiter am Max-Planck-Institut für Bildungsforschung. Von 2002 bis zu seiner Emeritierung 2022 lehrte er als Professor und Inhaber des Lehrstuhls für Psychoanalyse an der Goethe-Universität Frankfurt am Main. Von 2011 bis 2012 lehrte er zudem als Theodor Heuss Professor der New School for Social Research. Seit 2022 ist er als Professor an der International Psychoanalytic University Berlin tätig.
Nach Arbeiten zur Geschichte und kulturellen Bedingungen moderner Essstörungen und zur Psychologie geliebter Dinge sind seine aktuellen Forschungsschwerpunkte die Entwicklung der subjektiven Lebensgeschichte und ihre Veränderung über die Zeit (seit 2003 Langzeitstudie MainLife), die narrative Emotionsbewältigung sowie Co-Narrationen in Sozialisation (Eltern-Kind) und Psychotherapie (Therapeut-Patient).

## Schriften (Auswahl)
- Heißhunger. Historische Bedingungen der Bulimia nervosa. Frankfurt am Main 1990, ISBN 3-596-42330-9.
- Zur Geschichte der Magersucht. Eine medizinpsychologische Rekonstruktion. Frankfurt am Main 1994, ISBN 3-596-11825-5.
- Geliebte Objekte. Symbole und Instrumente der Identitätsbildung. Frankfurt am Main 1999, ISBN 3-518-29014-2.
- mit Rolf Haubl (Hrsg.): Freud neu entdecken. Ausgewählte Lektüren. Göttingen 2008, ISBN 978-3-525-45167-0.
- als Hrsg. The development of autobiographical reasoning in adolescence and beyond. (= New Directions in Child and Adolescent Development. Nr. 131). San Francisco 2011, ISBN 978-1-118-00380-0.
- Emotion and narrative. Perspectives in autobiographical storytelling. Cambridge 2019, ISBN 978-1-107-03213-2.